# Brandbergtunnel
A Brandberg-tunnel (magyar nyelven: Brandberg-alagút Mayrhofen-Laubichl és Brandberg falvakat köti össze a Zillertalban. Az 1976-ban épült, 2130 méter hosszúságú, kétsávos közúti alagúttal a Zillertali útról (B 169) a Ziller folyása mentén a szemközti völgybe (Zillergrund) lehet eljutni anélkül, hogy Mayrhofen falun keresztül kellene haladni.
Az alagút eredetileg a Zillergründl-erőmű építési területének megközelítésére épült, ezért a közúti alagutakhoz képest meglehetősen szokatlanul meredek lejtésű. Gyalogosan tilos áthaladni rajta.